# Campoplex ecoxalis
Campoplex ecoxalis là một loài tò vò trong họ Ichneumonidae.